# Xã Libertyville, Quận Lake, Illinois
Xã Libertyville (tiếng Anh: Libertyville Township) là một xã thuộc quận Lake, tiểu bang Illinois, Hoa Kỳ. Năm 2010, dân số của xã này là 53.139 người.